# Суворинский
Суворинский — посёлок в Чулымском районе Новосибирской области. Входит в состав Кокошинского сельсовета.

## География
Площадь посёлка — 19 га.

## Население
| 2002 | 2007 | 2010 |
| ---- | ---- | ---- |
| 43   | ↘33  | ↘21  |

## Инфраструктура
В посёлке по данным на 2007 год отсутствует социальная инфраструктура.